# Theo Rohrssen
Theo Rohrssen (* 8. Februar 1899; † 25. April 1996) war ein deutscher Maler, Grafiker und Autor.

## Leben und Wirken

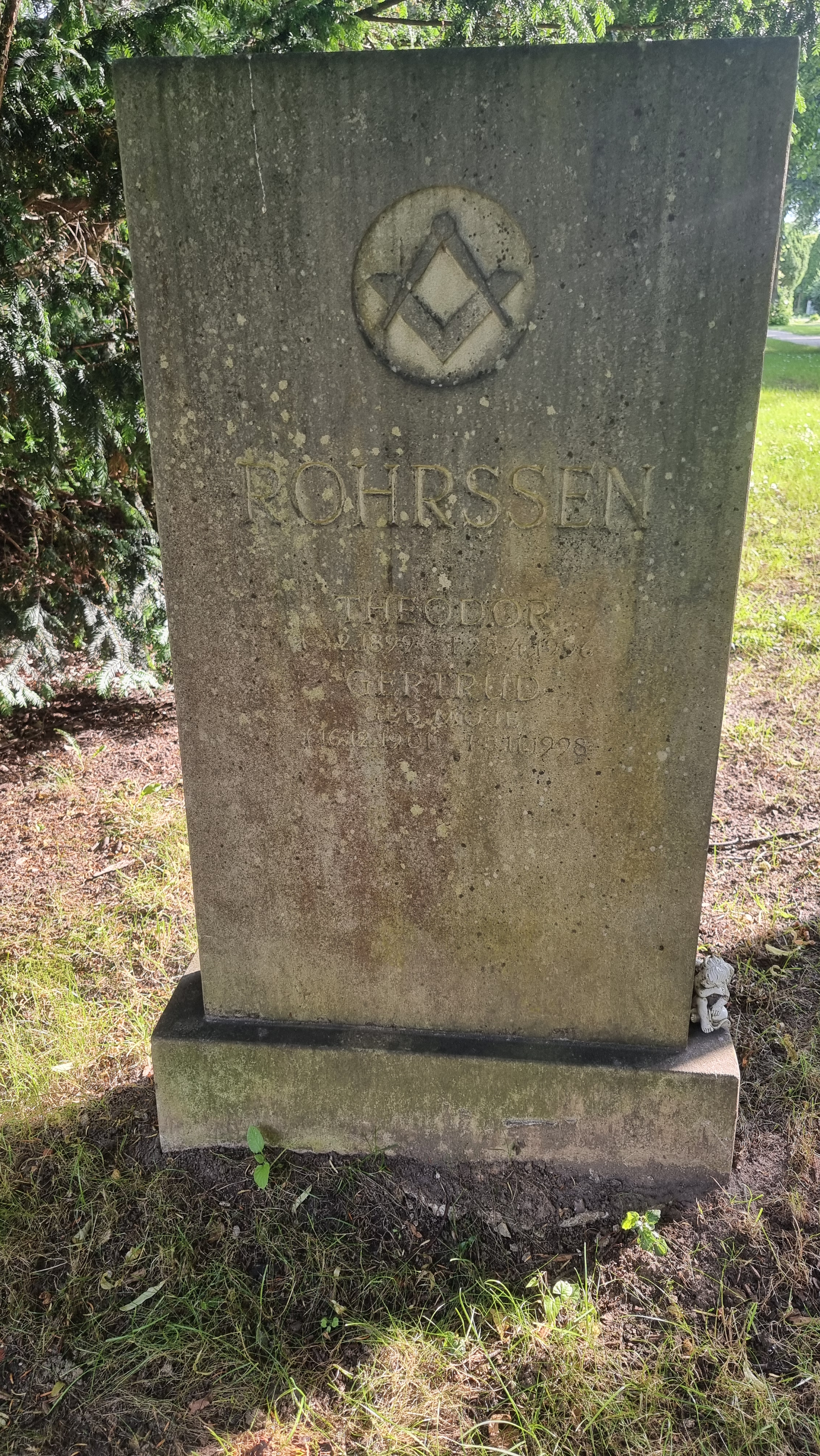
Grabstein für Theodor Rohrssen und Gertrude (1901–1998) auf dem Stadtfriedhof Stöcken

Theo Rohrssen lernte an der Werkkunstschule Hannover das Handwerk des Grafikers, arbeitete später als Gebrauchsgrafiker und hat sich vor allem als Porträtmaler und Kopierer von Werken alter Meister einen Namen gemacht.
Der 750-Jahr-Feier der Stadt Hannover im Jahr 1991 widmete Rohrssen sein Buch Berühmte Köpfe aus Hannover, in dem er neben den Kurzbiographien der beschriebenen Personen Porträts zeichnete von Persönlichkeiten der hannoverschen Stadtgeschichte bis in die seinerzeitige Gegenwart. In Stil und Art ähnelt das Werk den zuvor durch den Kunstmaler August Heitmüller 1930 dargestellten 70 Personen in dem Doppelband Hannoversche Köpfe aus Verwaltung, Wirtschaft, Kunst und Literatur.
Noch im Alter von 96 Jahren malte Rohrssen ein Gemälde nach Vorgaben von Wolfgang Leonhardt, das in den Maßen 50 × 60 cm den Dreidecker vom 18. August 1903 des Flugpioniers Karl Jatho zeigt.

## Werke (Auswahl)

### Gemälde
Drei Werke Rohrssens finden sich in den Sammlungen der Stadt Hannover, so im Historischen Museum Hannover, aber auch im „Postmuseum Hannover“, im ehemaligen Bonner Finanzministerium, im hannoverschen Rathaus, in der Führungsakademie der Bundeswehr oder etwa in der hannoverschen Kreuzkirche, wo von dem Altar von Cranach nur ein Flügel im Original erhalten ist, der andere eine Kopie von Rohrssen.

### Illustrierte Schriften
- Theo Rohrssen: Naturdenkmale und andere alte Bäume im Stadtgebiet Hannover, überwiegend illustriert, Hannover: Privus-Verlag Hüffmeier, 1996, ISBN 3-926000-08-2
- Theo Rohrssen: Berühmte Köpfe aus Hannover, gesammelt und gezeichnet von Theo Rohrssen (301 Seiten), gedruckt von der Druckerei Carl Küster anläßlich der 750-Jahr-Feier der Stadt Hannover [o. O., o. D., Hannover, 1991?]